# 孙简 (唐朝)
孙简（？—？），字恒中，博州武水人，本籍潞州，唐朝政治人物。

## 生平
元和初年進士。曾任左司、吏部郎中，由谏议大夫知制诰，後來擔任中书舍人。歷官同州刺史、陕虢观察使，陕虢任內與部下弘農縣尉李商隐不合，李怒而辞官，不久，朝廷命姚合接替孫簡，李商隐被留任。841年，升任河中节度使。会昌年間，历兴元、宣武节度使。官至兵部尚书。享年八十二歲。

## 家族
孙逖的曾孙，孙公器之三子。母河東裴氏。
娶武元衡之女為元配。繼室夫人李氏。有九子：孫景蒙、孫绎（孫簡墓誌記「景章」）、孫谠、孫景裕、孫纾、孫徽、孫絿、孫继（孫簡墓誌記「幼實」）、孫弘怵（《新唐書》漏）；另有六女。